# Schlager-Revue 1962
Schlager-Revue 1962 ist ein Schlagerfilm aus dem Jahr 1961. Die österreichische Produktion mit deutscher Beteiligung entstand unter der Regie von Thomas Engel. In den Hauptrollen sind Erika Remberg und Gustavo Rojo zu sehen.

## Handlung
In einem beliebten Revuetheater mit zahlreichen Schlagermusikern und -sängern findet gerade die Generalprobe für die nächste Revuepremiere statt, als der Gerichtsvollzieher hineinplatzt und alles pfänden will, was sich zu Geld machen lässt. Buchhalter Valenci hat jedoch vorgesorgt und das wenige Geld, das noch vorhanden ist, vorsichtshalber einmal im Zauberkasten des hauseigenen Illusionisten versteckt. Schließlich kommt auch noch Falschgeld ins Spiel, und als schließlich alles unter den Hammer kommen soll, ist es Ferdinand Sander, der treue Verehrer von Steffie von Beckessy, der Direktorin des Revuetheaters, der bei der Versteigerung schließlich alles zurückkaufen kann. Das ganze ist garniert von zahlreichen Schlagern jener Jahre.

## Produktionsnotizen
Der Film wurde am 22. Dezember 1961 in Deutschland uraufgeführt. Die österreichische Erstaufführung fand am 1. März 1962 statt. Es handelte sich dabei um den letzten klassischen deutschen oder österreichischen Schlagerfilm, der das Wort „Schlager“ auch im Titel trug.
Als Sänger treten auf Gus Backus, Peggy Brown, Lolita, Gaby King, Bärbel Ewers, Bruce Low, Nana Gualdi, Jan & Kjeld, Ted Herold, Harry Glück, Heinz Haller, Franzl Lang, Carlos Otero, Silvano Cocchi, Peter Stainbank, Leo Leandros. Dazu kamen Die Missouris, Die Sunny Boys und das Orchester Paul Würges. 
Die beiden Hauptdarsteller Erika Remberg und Gustavo Rojo waren zu diesem Zeitpunkt miteinander verheiratet.

## Kritiken
Paimann’s Filmlisten resümierte: „… dabei werden – mit einem dürftigen Sujet, bescheidener Aufmachung und Choreographie  – von den Schauspielern und Sängern vorwiegend illustrierte Schlager geboten, von denen nur wenige im Ohr bleiben (…) Freunde moderner Schlager kommen leidlich auf ihre Rechnung.“

„Diesmal verbindet die Schlager eine dürftige Geschichte um die Rettung eines Revuetheaters.“